# 歯科医療振興財団
一般財団法人 歯科医療振興財団（しかいりょうしんこうざいだん）は、1987年（昭和62年）設立。元厚生労働省所管。歯科医師臨床研修に対する支援、臨床歯科医学及び歯科医療に関する啓発、普及並びに歯科臨床研修制度の在り方等に関する調査研究を行うとともに、歯科衛生士及び歯科技工士に係る試験事務等を行うことにより、歯科医師、歯科衛生士及び歯科技工士の資質の向上を図り、国民の健康な生活の確保に寄与することを目的として設立された、東京都千代田区に所在する一般財団法人である。
役員は、理事長、副理事長、専務理事以下、常任理事3名、幹事3名で構成する理事会と、評議員8名の評議員会で構成される（2014年6月30日現在）。

## 組織

### 事務局
- 総務研修部
  - 総務課
  - 研修課
- 試験登録部
  - 試験課
  - 登録課

## 沿革
- 1987年（昭和62年）6月1日：設立[1]
- 1991年（平成3年）6月11日：改組[1]
- 1991年（平成3年）7月1日：歯科衛生士試験（登録）機関の指定[1]
- 2012年（平成24年）4月1日：財団名を「財団法人歯科医療研修振興財団」から「一般財団法人歯科医療振興財団」に変更[1]
- 2015年（平成27年）6月1日：歯科技工士試験（登録）機関の指定[1]

## 事業
上記の事業目的を達成するため、下記の事業内容が行われている。（オフィシャルサイトより引用）
1. 公・私立大学の歯学部附属病院等において実施される歯科医師臨床研修に対する支援 
  - プログラム責任者講習会
  - 歯科医師臨床研修指導歯科医講習会（10歯科大学と日本歯科医師会主催）への共催
2. 歯科医療及び歯科臨床研修等に関する調査研究及び研修事業の実施 
  - 歯科医師臨床研修マッチング事業の実施
3. 日本歯科医師会等の行う生涯研修事業への協力
4. 歯科衛生士に係る試験事務及び登録事務の実施
  - 歯科衛生士法第12条の4第1項の規定により指定試験機関として、1991年（平成3年）7月1日付で厚生労働大臣より指定を受けており、1992年（平成4年）3月に第1回歯科衛生士国家試験を実施し、以降年1回実施している。
  - 歯科衛生士法第8条の2第1項の規定により指定登録機関として、1991年（平成3年）7月1日付で厚生労働大臣より指定を受けており、以降都道府県から歯科衛生士名簿を引継いで、免許登録事務を行っている。
5. 歯科衛生士の資質向上のための研修事業の実施 
  - 歯科衛生士専任教員講習会
6. 歯科技工士に係る試験事務及び登録事務の実施 
  - 歯科技工士法第12条の4第1項の規定により指定試験機関として、2015年（平成27年）6月1日付で厚生労働大臣より指定を受けており、同年度中に歯科技工士国家試験が実施される予定である（2015年8月現在）。
  - 歯科技工士法第9条の2第1項の規定により指定登録機関として、2015年（平成27年）6月1日付で厚生労働大臣より指定を受けており、以降厚生労働省から歯科技工士名簿を引継ぎ、免許登録事務を行っている。
7. その他、財団の目的を達成するための必要な事業